# بریرز
بریرز (انگلیسی: Breyers) شرکت صنایع غذایی آمریکایی است، که در سال ۱۹۹۳ تأسیس شد.